# Bratislava Challenger 1996
Il Bratislava Challenger 1996 è stato un torneo di tennis facente parte della categoria ATP Challenger Series nell'ambito dell'ATP Challenger Series 1996. Il torneo si è giocato a Bratislava in Slovacchia dal 6 al 12 maggio 1996 su campi in terra rossa.

## Vincitori

### Singolare
David Škoch ha battuto in finale  Gustavo Kuerten con il punteggio di 6–2, 6–4

### Doppio
Marcelo Charpentier /  Gustavo Kuerten hanno battuto in finale  Filippo Messori /  Tom Vanhoudt con il punteggio di 3–6, 6–3, 7–5